# Spiritual Minded
Spiritual Minded è il quinto album solista del rapper statunitense KRS-One. Pubblicato il 22 gennaio 2002, è distribuito dalla Koch Records. L'album sorprende critici e appassionati per il suo contenuto spirituale, inusuale per il rapper. Nell'album sono presenti diversi riferimenti al Temple of HipHop, fondato da KRS-One. Tra le altre tracce è presente Tears, dedicata alle persone che hanno perso la vita negli attentati dell'11 settembre 2001.
L'album debutta al nono posto tra gli R&B/Hip-Hop e al primo tra quelli indipendenti.

## Recensioni
| Recensione                    | Giudizio |
| ----------------------------- | -------- |
| AllMusic                      | [ 1 ]    |
| HipHopDX                      | [ 3 ]    |
| RapReviews                    | [ 4 ]    |
| The Rolling Stone Album Guide | [ 5 ]    |
| USA Today                     | [ 6 ]    |

John Bush, per AllMusic, scrive: «alla fine degli anni ottanta soppiantò Chuck D dei Public Enemy come l'uomo più angosciato dell'hip-hop. Nel 2002, ha pubblicato un album sorprendentemente gospel-centrico, [un album] che ha dimostrato che il tempo non aveva attenuato la punta affilata delle rime di KRS-One. E il Blastmaster non fa mai le cose a metà; Spiritual Minded non è affatto un disco di crossover gospel, in realtà è un disco gospel. Per quanto riguarda le debolezze, Spiritual Minded non ha certamente la lucentezza di molti album rap delle etichette major e occasionalmente la produzione e i ganci vengono sacrificati per il messaggio concreto. Eppure, è intrigante ascoltare uno dei migliori rapper della storia che realizza un album gospel; il gospel contemporaneo, incluso l'hip-hop cristiano, è in realtà molto più artistico di quanto la maggior parte avrebbe reputato.»

## Tracce
Testi e musiche di Lawrence Parker & Temple of HipHop.
1. Opening – 1:27 (musica: Bervin Harris)
2. Lord Live Within My Heart – 3:23 (musica: KRS-One)
3. Take Your Tyme – 3:15 (musica: Cookies & Cream)
4. Take It to God – 4:07 (musica: KRS-One)
5. Good Bye – 3:31 (musica: Douglas Jones, G. Simone)
6. South Bronx 2002 – 4:27 (musica: KRS-One)
7. Never Give Up – 3:17 (musica: Domingo)
8. T-Bone Speaks – 0:32
9. Tears – 5:46 (musica: Terry A., Tine Tim)
10. The Struggle Continues (Choose Your Way) (featuring T-Bone) – 5:47 (musica: Chase)
11. The Conscious Rapper – 4:12 (musica: KRS-One)
12. T-Bone Speaks Again – 0:21 (musica: KRS-One)
13. Trust – 2:57 (musica: Tine Tim)
14. Come To The Temple (featuring Fat Joe, Rampage, Rah Goddess & Smooth B.) – 4:17 (musica: Terry A., Tine Tim)
15. Ain't Ready – 4:02 (musica: KRS-One)
16. God Is Spirit – 4:12 (musica: B.B. Jay, Darren Quinlan)
17. Know Thy Self – 5:07 (musica: Domingo)
18. G. Simone Speaks – 0:31
19. Dayz Ahead – 3:40 (musica: KRS-One)
20. Power – 4:43 (musica: Calvin Tibbs)

Durata totale: 69:34

## Classifiche

### Classifiche settimanali
| Classifica (2002)         | Posizione massima |
| ------------------------- | ----------------- |
| US Independent Albums     | 1                 |
| US Top Christian Albums   | 13                |
| US Top R&B/Hip-Hop Albums | 9                 |